# Atuba
Atuba é um bairro da cidade brasileira de Curitiba, Paraná.

## Localização, história e demografia
Localizado na divisa da cidade de Curitiba com o município de Colombo, a região do atual bairro foi um dos locais escolhidos pelos faiscadores e mineradores para fixar ocupações. Estes pioneiros, que tinham o interesse na exploração do Rio Atuba na procura de pedras preciosas, contribuíram para a desenvolvimento da região, ainda no século XVII. Estas ocupações são comprovadas em documentos datados de 1780, quando uma carta de vereança solicita a limpeza do leito do rio. Outro documento, datado de 1853, mostra a região do atual bairro, como um dos 27 quarteirões existentes na cidade.
O antigo "quarteirão" transformou-se em um bairro com área total de 4,16 km² e 15.935 habitantes (densidade calculada em 3831 hab/km²), conforme dados do censo de 2010, do IBGE.
A origem do nome, que é proveniente da língua tupi-guarani, faz referência ao Rio Atuba, que corta o bairro e faz divisa com as cidade de Curitiba e Colombo.